# Tom Wittgen
Tom Wittgen (Pseudonym von Ingeburg Siebenstädt; * 26. April 1932 in Wittgensdorf bei Chemnitz) ist eine deutsche Kriminalautorin.

## Leben
Siebenstädt besuchte die Grundschule/Volksschule in Wittgensdorf, arbeitete in der Landwirtschaft und besuchte das Seminar für Soziale Frauenberufe in Chemnitz, das sie mit dem Staatsexamen abschloss. Anschließend schrieb sie sich an der Arbeiter-und-Bauern-Fakultät in Leipzig ein und holte dort ihr Abitur nach. Danach studierte sie Germanistik in Leipzig und Berlin und schloss das Studium mit dem Staatsexamen als Diplomgermanistin ab. Nach diesem Studium war sie als Reporter-Redakteur beim Rundfunk (Radio DDR) tätig, später arbeitete sie mehrere Jahre als Verlagslektor im Verlag Das Neue Berlin, speziell auf dem Gebiet der Kriminalliteratur.

## Werk
Ab 1970 war sie freischaffend als Autorin tätig und lebte in Berlin. Noch in diesem Jahr veröffentlichte sie unter ihrem Autorennamen Tom Wittgen mehrere Blaulicht-Erzählungen. Es folgten Kriminalromane wie Der zweite Ring, Intimsphäre, Das sanfte Mädchen und Das Schwarze-Peter-Spiel in der DIE-Reihe des Verlages Das Neue Berlin, in der auch die meisten anderen ihrer Kriminalromane erschienen. Weiterhin schrieb sie zu einigen Polizeiruf-110-Folgen die Drehbücher. Die Kriminalliteratur brachte ihr den Namen „die Agatha Christie der DDR“ ein. Ihr Serienheld war zu DDR-Zeiten Oberleutnant (später Hauptmann) Simosch. Sie schrieb auch Werke anderer Genres, z. B. den Abenteuerroman Die singende Taube, Kinderbücher wie Der Bruder des Sheriffs und schließlich Eismeerdrift, einen historischen Roman über den Untergang der Jeannette-Expedition.
Übersetzungen ihrer Romane wurden vor der Wende in Ungarn, Polen, der ČSSR und der UdSSR veröffentlicht. Nach der Wende sanken die Erstauflagen ihrer Bücher von 100.000 auf 5.000 Exemplare. Vom Schreiben von Romanen allein konnte sie nicht mehr leben. Neben neuen Romanen verfasste sie nach 1990 mindestens ein Fernsehdrehbuch. Ihre letzte Veröffentlichung erschien 1999. 2010 arbeitete sie am Roman-Manuskript Frühzeit.
Seit 2002 lebt sie in der Nähe von Potsdam.

## Preise und Auszeichnungen
Für ihr Lebenswerk wurde Ingeburg Siebenstädt 1994 von der Autorengruppe deutsche Kriminalliteratur Das Syndikat mit dem Ehren-Glauser, dem „Krimi-Oscar“ der Zunft, ausgezeichnet.

## Werke

### Kriminalromane
- 1967 Der Überfall (Blaulicht Nr. 80)
- 1967 Tapetenwechsel (Blaulicht Nr. 82)
- 1968 Der Verdacht (Blaulicht Nr. 91)
- 1969 Im Dreieck. Deutscher Militärverlag (Erzählerreihe Nr. 150)
- 1970 Der zweite Ring (DIE 074)
- 1970 Zehn Jahre zum ersten … (Blaulicht Nr. 113)
- 1970 Der Uhu schaut ins Wodkaglas (Blaulicht Nr. 122)
- 1971 Leere Korridore. Deutscher Militärverlag (Erzählerreihe Nr. 178)
- 1972 Lockvogel (Blaulicht Nr. 132)
- 1972 Die offene Tür (Blaulicht Nr. 138)
- 1973 Intimsphäre (DIE 173)
- 1973 Ein bißchen Alibi (Blaulicht Nr. 149)
- 1974 Der Mann mit dem Reiselord (Blaulicht Nr. 156)
- 1975 Das sanfte Mädchen (DIE 228)
- 1975 Schatten im Grün (Blaulicht Nr. 162)
- 1976 Die kleine Bell (Blaulicht Nr. 170)
- 1977 Der Abschiedsbrief (Blaulicht Nr. 183)
- 1978 Tiefenprüfung (DIE 383)
- 1981 Herbstzeitlose (DIE 480)
- 1982 Die falsche Madonna (DIE 526)
- 1983 Das Schwarze-Peter-Spiel (DIE 573)
- 1983 Spring über deinen Schatten (Blaulicht Nr. 224)
- 1985 Schatten im Grün (Kriminal-Erzählungen), Das Neue Berlin
- 1985 Das stille Haus. Tribüne Verlag, Berlin/DDR Reihe Angebote
- 1986 Das Nest (DIE)
- 1988 Der Ziegenhirt / Die letzte S-Bahn (Zwei Erzählungen; DIE)
- 1990 Nabobs Tochter (DIE)
- 1991 Eine dreckige Geschichte. Reiher-Verlag, Berlin, Reiher Crime
- 1992 Staatsjagd. Verlag am Galgenberg, Hamburg OA HC
- 1993 Pilotenspiel. Verlag am Galgenberg, OA HC
- 1994 Ingeburg Siebenstädt: Kathrin und Abel (Bastei Lübbe 19587)OA
- 1994 Tod im Regen. (DIE 168) OA
- 1996 Crossbody – Der Wrestling-Krimi. Argument Zweite Reihe OA
- 1998 Rotlicht (Econ List Verlag, ISBN 3-612-25165-1)
- 1999 Die allerletzte Fahrt des Admirals (Kettenroman von Jürgen Alberts, Jürgen Ebertowski, Jan Eik, Dorothea Kleine, -ky, Wolfgang Kienast, Gerhard Neumann, Tom Wittgen, Gabriele Wolff). Ullstein 24379, OA

### Andere Bücher
- 1974: Rumpelfahrt nach Hammelspring. Kinderbuchverlag, Berlin/DDR
- 1979: Der Bruder des Sheriffs. Kinderbuchverlag, Berlin/DDR
- 1978: Die zerrissene Jacke. Junge Welt, Berlin/DDR
- 1979: Eismeerdrift. Das Neue Berlin, Berlin/DDR
- 1976: Die singende Taube. Das Neue Berlin, Berlin/DDR
- 1980: Borstel und die alte Kiefer. Junge Welt, Berlin/DDR
- 1988: Das Wagnis oder In Motzbach und anderswo. Tribüne, Berlin/DDR

### Drehbücher
- 1972: Polizeiruf 110: Ein bißchen Alibi (TV-Reihe)
- 1978: Polizeiruf 110: Doppeltes Spiel (TV-Reihe)
- 1993: Polizeiruf 110: Blue Dream – Tod im Regen (TV-Reihe)